# Gonfaloniere

Een tekening van een gonfaloniere.

Gonfaloniere (Nederlands: vaandeldrager) was een hoge positie in de regering van diverse Italiaanse republieken tijdens de renaissance. De gonfaloniere della giustizia (de vaandeldrager van de rechtvaardigheid) was de hoogste positie in de regering van de Florentijnse Republiek.